# Alocasia sanderiana
Espèce
Classification phylogénétique
Statut de conservation UICN

 CR B1ab(ii,iii,v) : 
En danger critique
Statut CITES
Alocasia sanderiana est une espèce de plantes de la famille des Aracées que l'on retrouve en zone indomalaise.